# WHITEHEAD
WHITEHEAD（ホワイトヘッド）は、日本のエレクトロ音楽ユニット。
龍寺（ex.ZORO、art/vo.）と大熊（sound/prg./dr.）による二人組ユニット。2016年結成。2017年2月より本格始動。
「アートと音楽」をコンセプトに活動中。1曲1曲にアートワークが存在し、アートを龍寺、音楽を大熊が担当。ライブ活動を中心に年数回個展を開催。

## メンバー
- 龍寺（vo/art/DJ）ex.そろばん、ex.ZORO
- 大熊（sound/prg./dr.）ex.るゔぃえ、ex.ギルガメッシュ マニピュレーター、REDMAN、My Hearts Breaking Even

## ディスコグラフィー
- 1st limited album「masturbation」（FULLSET 限定数100。soldout）
- 2nd limited album「JAPONEON」（FULLSET 限定数100。soldout）
- Baby（2017年6月19日発売）[2]
- THE FOR EYE’s（2018年2月24日発売）[3]　[4]
- SCREEN Ⅰ（2018年7月4日配信限定発売）
- SCREEN Ⅱ（2018年7月14日会場限定発売）

## ART Exhibition
- 1st ART EXHIBITION「masturbation」2016年10月8、9日＠GALLERY ZAVA EBISU
- 2nd ART EXHIBITION「JAPONEON」2017年2月18、19日@サイト青山
- 3rd ART EXHIBITION 「THE FOR EYE’s」 2018年2月24、25日@white space omotesando
- 4th ART EXHIBITION 「SCREEN」 2018年7月15、16日@white space omotesando